# Фридрих Райнхард фон Рехтерен-Лимпург-Шпекфелд
Фридрих Райнхард Буркхард Рудолф фон Рехтерен-Лимпург-Шпекфелд (на немски: Friedrich/Frederik Reinhard Burchard Rudolph Graf von Rechteren-Limpurg-Speckfeld; * 22 септември 1752; † 20 юни 1842 в Маркт Айнерсхайм, Долна Франкония) е граф на Рехтерен-Лимпург-Шпекфелд в Бавария. Той е шеф на рода.
Той е най-малкият син на нидерландския граф Йохан Еберхард Адолф фон Рехтерен-Лимпург-Шпекфелд (1714 – 1754) и втората му съпруга графиня София Каролина Флорентина фон Рехтерен-Алмело (1725 – 1805), дъщеря на граф Филип Адолф Цегер ван Рехтерен (1699 – 1771) и гарфиня Августа Флорентина фон Изенбург-Бюдинген-Мариенборн (1697 – 1729). Майка му се омъжва втори път на 7 ноември 1758 г. за граф Йохан Райнхард Буркард Рудолф ван Рехтерен тот Ноорддеуринген (1725 – 1783). Баща му наследява от майка си, графиня фон Лимпург-Шпекфелд, графството Лимпург-Шпекфелд и така получава място и глас във франкската колегия на имперските графове. Майка му наследява 1771 г. господството Алмело.
Той е по-малък брат на граф Йоахим Адолф, господар на Рехтерен (1747 – 1775, удавен в река Вехт) и на граф Фредерик Лодевик Кристиаан (1748 – 1814), господар на Алмело.
Фридрих Райнхард като млад служи в морската войска на Нидерландия. На 30 години той участва 1781 г. с френската войска в Американската война за независимост при съюзените американци и французи Той описва в мемоарите си за тази война и своето двегодишно пътуване в Средиземно море на нидерландски линия-кораб.
През 1806 г. графството отива към Бавария.
Фридрих Райнхард фон Рехтерен-Лимпург умира на 89 години на 20 юни 1842 г. в Маркт Айнерсхайм, Долна Франкония.

## Фамилия
Фридрих Райнхард фон Рехтерен-Лимпург се жени на 13 ноември 1783 г. за графиня Фридерика Антойнета Каролина фон Гих и Волфщайн (* 7 септември 1765; † 8 юни 1798, Маркт Айнерсхайм), дъщеря на граф Кристиан Фридрих Карл фон Гих и Волфщайн (1729 – 1797) и графиня Августа Фридерика фон Ербах-Шьонберг (1730 – 1801). Те имат осем деца:
- Адолф (* 3 април 1785; † 11 януари 1789)
- Каролина Луиза (* 4 май 1786; † 1788)
- Фридерика Хенриета (* 15 юни 1787, Маркт Айнерсхайм; † 31 декември 1871), омъжена на 6 януари 1823 г. за фрайхер Лудвиг Ернст Вилхелм Александер фон Айб (* 11 януари 1782; † 5 август 1865)
- Каролина Луиза Амалия (* 3 март 1789; † 26 март 1874, Аугсбург), омъжена на 6 декември 1806 г. за фрайхер Франц Йозеф фон Релинген-Хайнхофен-Хоргау (* 16 октомври 1777, Хайнхофен, Бавария; † 29 декември 1820, Хайнхофен)
- Фридрих Райнхард (* май 1790; † 13 август 1796)
- Карл (* 2 май 1792; † 1812, в Русия)
- Августа Елизабета (* 7 юли 1793; † август 1793)
- Адолф (* 17 юни 1794; † 6 февруари 1821)

Фридрих Райнхард фон Рехтерен-Лимпург се жени втори път на 11 август 1807 г. за принцеса Августа Елеонора фон Хоенлое-Кирхберг (* 24 май 1782, Кирхберг; † 24 май 1847, Зомерхаузен), дъщеря на княз Кристиан Фридрих Карл фон Хоенлое-Кирхберг (1729 – 1819) и графиня Филипина София Ернестина фон Изенбург-Бюдинген (1744 – 1819). Те имат шест деца:
- Карл Лудвиг (* 26 юни 1808; † 2 август 1808)
- Ернст (* 27 октомври 1809; † 1816)
- Фридрих Лудвиг фон Рехтерен-Лимпург-Шпекфелд (* 9 януари 1811 в Маркт Айнерсхайм, Долна Франкония; † 23 април 1909 също там), генерал-майор, женен на 23 август 1840 г. в Креенберг за графиня Луитгарда Луиза Шарлота София фон Ербах-Фюрстенау (* 13 май 1817, Фюрстенау; † 10 април 1897, Маркт Айнерсхайм), дъщеря на граф Албрехт фон Ербах-Фюрстенау (1787 – 1851) и принцеса Луиза София Емилия фон Хоенлое-Нойенщайн-Ингелфинген (1788 – 1859)
- Каролина Филипина (* 19 юли 1812; † 12 ноември 1812)
- Аделаида Шарлота Филипина Фердинанда Луиза (* 18 декември 1815; † 28 октомври 1843), неомъжена
- Карл Лудвиг Август (* 13 ноември 1818, Айнерсхайм; † 8 януари 1892), неженен